# Alfredo Despaigne
Alfredo Despaigne Rodríguez (Palma Soriano, Santiago de Cuba, 17 de junio de 1986) es un jugador de béisbol cubano de los Fukuoka SoftBank Hawks en la Nippon Professional Baseball y de los Alazanes de Granma en la Serie Nacional de Béisbol Cubana. 

## Historia
Nació el 17 de junio de 1986 en el municipio Contramaestre, provincia de Santiago de Cuba. Hijo de Maricelis Rodríguez González y Alfredo Despaigne Maceo. Su carisma y sencillez son unas de sus virtudes más notables.
Su altura es de 1.75 m y pesa 95 kg. Su actual residencia es en el reparto San Juan, Bayamo, provincia de Granma.

## Serie Nacional de Béisbol
LI Serie Nacional de Béisbol
En la LI Serie Nacional de Béisbol Cubana rompió el récord de jonrones impuesto por un excompañero de equipo en la serie 2010 - 2011, el campechuelero Yoennis Céspedes jugador actual de los Atléticos de Oakland, por cierto el jonrón número 36 que representa el récord es el primero que el querido jugador realiza dentro del cuadro y además también constituyó su número 200 en tan solo 8 temporadas de la Serie Nacional de Béisbol. En dicha serie también obtuvo el liderato en impulsadas con 105, a tan solo 6 del actual récord nacional impuesto por Alexei Bell. En el liderato de jonrones mantuvo una lucha hasta el final con el cienfueguero José Dariel Abreu con quién muchos lo comparan pues son dos slugger de extraordinaria clase.

## Liga Mexicana de Béisbol

### Piratas de Campeche
El 22 de junio de 2013 se anuncia oficialmente que Alfredo Despaigne integraría el uniforme de los Piratas de Campeche en la Liga Mexicana de Béisbol, junto a Michel Enríquez, que ya se encontraba en tierra mexicana y a Yordanis Samón, también del equipo Alazanes de Granma.
El día 30 de julio de 2013 Despaigne conectó su primer jonrón en la Liga Mexicana. El desafío se encontraba 2 a 1 a favor de los Piratas frente a los Rojos del Águila cuándo en la tercera entrada conectó su cuadrangular de dos carreras.
El miércoles 3 de julio de 2013 Despaigne igualó un récord de la Liga Mexicana consistente en conectar seis hits en un mismo juego, Despaigne conectó cuatro sencillos en la primera, tercera, cuarta, sexta y novena entradas y un cuadrangular en solitario en la séptima entrada, frente al pitcher dominicano Willy Lebrón.
El contrato de Los Piratas con Alfredo le proporcionó a este el 80% del dinero pactado, el resto para el estado cubano.
En junio de 2014 la Liga Mexicana de Béisbol suspendió de forma permanente a Despaigne, tras confirmar que fue inscrito en la liga con un pasaporte dominicano falso.
Debido al embargo impuesto por los Estados Unidos a Cuba, los beisbolistas cubanos deben jugar con pasaportes de otras naciones si desean estar registrados en alguna agrupación de béisbol de los Estados Unidos o asociadas a estas, como es el caso de la LMB.

### Estadísticas en la Liga Mexicana
| Temporada | Liga | Equipo | JJ | VB  | CA | H  | 2B | 3B | HR | CI | TB | BB | P  | BR | CR | AVE  | OBP  | SLG  |
| --------- | ---- | ------ | -- | --- | -- | -- | -- | -- | -- | -- | -- | -- | -- | -- | -- | ---- | ---- | ---- |
| 2013      | MEX  | CAM    | 33 | 133 | 22 | 45 | 6  | 0  | 8  | 24 | 75 | 4  | 27 | 3  | 1  | .338 | .364 | .564 |

## Liga Japonesa de Béisbol Profesional
El lunes 14 de julio de 2014 Alfredo Despaigne firmó un contrato para jugar en la Liga Japonesa de Béisbol Profesional con el equipo Chiba Lotte Marines. Despaigne jugó hasta la temporada de 2016 con Chiba Lotte, conectando un total de 54 cuadrangulares.
El 10 de febrero de 2017, Despaigne firmó en La Habana un nuevo contrato con un club de Japón, esta vez con el equipo Halcones de SoftBank, de la NPB. El acuerdo fue por 3 años y supera los 13 millones de dólares.
Con SoftBank, Despaigne se convirtió en uno de los principales jonroneros del circuito japonés. Jugando para SoftBank, Despaigne pegó 35 cuadrangulares en 2017, 29 en 2018 y 36 vuelacercas más en la temporada de 2019.

## Galardones
- 2004: Campeón Mundial Juvenil (China Taipéi).
- 2008: Subcampeón Olímpico (Pekín - China).
- 2010: Campeón Mundial Universitario (Japón).
- 2010: Campeón Intercontinental (China Taipéi).
- 2009-2010: Jugador más valioso en Series Nacionales.
- 2009-2010: Mejor atleta del año en deportes colectivos en Cuba.
- 2011: Campeón del Reto Mundial de Béisbol (Canadá).
- 2011: Subcampeón Copa Mundial de Béisbol, (Panamá).
- 2011: Medalla de bronce en los Juegos Panamericanos, Guadalajara, (México).